# Ke’erlun (sockenhuvudort i Kina, Inner Mongolia Autonomous Region, lat 48,16, long 115,86)
Ke'erlun (kinesiska: 克尔伦, 克尔伦苏木) är en sockenhuvudort i Kina. Den ligger i den autonoma regionen Inre Mongoliet, i den norra delen av landet, omkring 880 kilometer norr om regionhuvudstaden Hohhot. Antalet invånare är 3 183. Befolkningen består av 1 267 kvinnor och 1 916 män. Barn under 15 år utgör 9,0 %, vuxna 15-64 år 87 %, och äldre över 65 år 2,0 %.
Trakten runt Ke'erlun är nära nog obefolkad, med mindre än två invånare per kvadratkilometer. Det finns inga andra samhällen i närheten. Trakten runt Ke'erlun består i huvudsak av gräsmarker.
Genomsnittlig årsnederbörd är 434 millimeter. Den regnigaste månaden är juli, med i genomsnitt 105 mm nederbörd, och den torraste är februari, med 3 mm nederbörd.